# Pulitzer-Preis 2013
Bei der 97. Ausgabe des Pulitzer-Preises wurden die Preisträger am 15. April 2013 verkündet.
Es gab 21 Preisträger in 21 Kategorien und keinen Sonderpreis. David Barstow hat den Preis schon zum dritten Mal erhalten, 2009 ebenfalls für „Investigativen Journalismus“ und bereits 2004 für „Dienst an der Öffentlichkeit“.

## Kategorien und Preisträger
| Kategorie                      | Category                     | Preisträger und Verlage (kursiv)                                                                                 |                              |
| Journalismus                   | Journalism                   | Journalism | Journalism                   |
| ------------------------------ | ---------------------------- | --- | ---------------------------- |
| Dienst an der Öffentlichkeit   | Public Service               | Sun Sentinel, Fort Lauderdale                                                                                    |                              |
| Aktuelle Berichterstattung     | Breaking News Reporting      | Mitarbeiter der The Denver Post                                                                                  |                              |
| Investigativer Journalismus    | Investigative Reporting      | David Barstow und Alejandra Xanic von Bertrab von der The New York Times                                         |                              |
| Hintergrundberichterstattung   | Explanatory Reporting        | Mitarbeiter der The New York Times                                                                               |                              |
| Lokale Berichterstattung       | Local Reporting              | Brad Schrade, Jeremy Olson und Glenn Howatt für die Star Tribune, Minneapolis                                    |                              |
| Berichterstattung im Inland    | National Reporting           | Lisa Song, Elizabeth McGowan und David Hasemyer von der InsideClimate News, Brooklyn, NY                         |                              |
| Auslandsberichterstattung      | International Reporting      | David Barboza von der The New York Times                                                                         |                              |
| Feature Writing                | Feature Writing              | John Branch von der The New York Times                                                                           |                              |
| Kommentar                      | Commentary                   | Bret Stephens vom The Wall Street Journal                                                                        |                              |
| Kritik                         | Criticism                    | Philip Kennicott von der Washington Post                                                                         |                              |
| Leitartikel                    | Editorial Writing            | Tim Nickens und Daniel Ruth von der Tampa Bay Times                                                              |                              |
| Karikatur                      | Editorial Cartooning         | Steve Sack von der Star Tribune, Minneapolis                                                                     |                              |
| Aktuelle Fotoberichterstattung | Breaking News Photography    | Rodrigo Abd, Manu Brabo, Narciso Contreras, Khalil Hamra und Muhammed Muheisen von der Associated Press          |                              |
| Feature-Fotoberichterstattung  | Feature Photography          | Javier Manzano, freiberuflicher Fotograf                                                                         |                              |
| Literatur, Theater und Musik   | Letters, Drama & Music       | Letters, Drama & Music                                                                                           | Letters, Drama & Music       |
| Belletristik                   | Fiction                      | Adam Johnson mit „The orphan master's son“ (deutsch: „Das geraubte Leben des Waisen Jun Do“) bei Random House    |                              |
| Theater                        | Drama                        | Ayad Akhtar mit „Disgraced“                                                                                      |                              |
| Geschichte                     | History                      | Fredrik Logevall mit „Embers of War: The Fall of an Empire and the Making of America's Vietnam“ bei Random House |                              |
| Biographie oder Autobiographie | Biography or Autobiography   | Tom Reiss mit „The Black Count: Glory, Revolution, Betrayal, and the Real Count of Monte Cristo“ bei Crown       |                              |
| Dichtung                       | Poetry                       | Sharon Olds mit „Stag's Leap“ bei Alfred A. Knopf                                                                |                              |
| Sachbuch                       | General Non-Fiction          | Gilbert King mit „Devil in the Grove: Thurgood Marshall, the Groveland Boys“ bei Harper                          |                              |
| Musik                          | Music                        | Caroline Shaw mit „Partita for 8 Voices“ bei New Amsterdam Records                                               |                              |
| Sonderpreis                    | Special Awards and Citations | Special Awards and Citations                                                                                     | Special Awards and Citations |
| Sonderpreis                    | Special Citations            | nicht vergeben                                                                                                   |                              |

## Jury
Die Jury bestand aus folgenden 5 Frauen und 14 Männern:
1. Danielle Allen, Professor, Institute for Advanced Study
2. Randell Beck, Präsident und Verleger, Argus Leader Media
3. Robert Blau, leitender Redakteur, Bloomberg News
4. Lee C. Bollinger, Präsident, Columbia University
5. Steve Coll, angestellter Autor, The New Yorker
6. Joyce Dehli, Vizepräsident, Lee Enterprises
7. Junot Díaz, Autor und Professor, Massachusetts Institute of Technology
8. Stephen Engelberg, Chefredakteur, ProPublica
9. Thomas L. Friedman, Kolumnist, The New York Times
10. Paul Gigot, Redakteur, The Wall Street Journal
11. Sig Gissler, Columbia Journalism School
12. Steven Hahn, Professor, University of Pennsylvania
13. Quiara Alegría Hudes, Dramatiker
14. Nicholas Lemann, Dekan an der Columbia University
15. Aminda Marques Gonzalez, Vizepräsident und Redakteur, The Miami Herald
16. Gregory L. Moore, Redakteur, The Denver Post
17. Eugene Robinson, Kolumnist und Redakteur, The Washington Post
18. Paul Tash, CEO, Tampa Bay Times
19. Keven Ann Willey, Vizepräsident und Redakteur, The Dallas Morning News